# El Lomo
El Lomo är en kulle i Antarktis. Den ligger i Västantarktis. Argentina, Chile och Storbritannien gör anspråk på området. Toppen på El Lomo är 310 meter över havet.
Terrängen runt El Lomo är huvudsakligen kuperad, men västerut är den platt. Havet är nära El Lomo åt sydost. Trakten är obefolkad. Det finns inga samhällen i närheten. 